# Distributed Data Protocol
Distributed Data Protocol или DDP (протокол распределенных данных) - протокол клиент-серверного взаимодействия, созданный для использования инфраструктурой JavaScript веб-платформы Meteor и использующий в качестве обмена сообщениями шаблон «издатель — подписчик».
Спецификация DDP находится в открытом доступе на GitHub

## Основные механизмы протокола

### Установка соединения
- Клиент отправляет сообщение connect.
- Если сервер поддерживает версию протокола, переданную в сообщении connect, клиенту отправляется сообщение connected.
- Иначе, сервер отправляет сообщение failed с указанием поддерживаемой версией протокола DDP.

#### Ping-Pong
В любое время после установки соединения одна из сторон может отправить сообщение ping . Получив сообщение, вторая сторона должна ответить  pong .

### Работа с данными
- Клиентское приложение отправляет на сервер сообщение sub , содержащее интересующую его информацию.
- В любое время (чаще всего ответом на sub ) сервер может отправить клиенту данные с одним из трех типов:
  - added означает, что данные были добавлены.
  - changed показывает, что некоторые поля были изменены, или удалены.
  - removed - данные были удалены

### Удаленные вызовы процедур
- Клиент отправляет на сервер сообщение method с названием процедуры и параметрами
- Сервер в ответ посылает сообщение result, содержащее результат выполнения процедуры или описание ошибки.
- Вызов процедуры может влиять на данные, на которые подписаны клиенты. В таком случае, после отправки клиентам результатов выполнения процедуры, сервер должен отправить клиентам сообщение updated с указанием id измененных данных.

### Поддерживаемые методы передачи данных
Стандартным способом передачи данных через DDP является передача EJSON через веб-сокеты. Вторым вариантом является использование Long Poll.
В случае, если браузер не поддерживает веб-сокеты, передача данных будет осуществляться с использованием Long Poll.